# قرار مجلس الأمن التابع للأمم المتحدة رقم 901
قرار مجلس الأمن التابع للأمم المتحدة رقم 901، المتخذ بالإجماع في 4 آذار / مارس 1994. بعد إعادة تأكيد القرارات 849 (1993)، 854 (1993)، 858 (1993)، 876 (1993)، 881 (1993)، 892 (1993) و896 (1994)، مدد المجلس ولاية بعثة مراقبي الأمم المتحدة في جورجيا حتى 31 مارس 1994.
وأشار المجلس إلى المفاوضات التي ستجرى في مدينة نيويورك في 7 آذار / مارس 1994 عقب المحادثات التي جرت في جنيف في 22-24 شباط / فبراير 1994 بين الجانبين الجورجي والأبخازي، وحث كلا الجانبين على تحقيق تقدم في أقرب وقت ممكن حتى يتسنى للمجلس النظر في إنشاء قوة حفظ سلام في أبخازيا. طُلب من الأمين العام بطرس بطرس غالي تقديم تقرير إلى المجلس بحلول 21 آذار / مارس 1994 بشأن تطورات المفاوضات والوضع على الأرض.

## روابط خارجية
- نص القرار في undocs.org